# Dormitorium
Dormitorium (łac. dormitorium – sypialnia) – wspólna sypialnia. Od łacińskiego dormire, spać. 
Nazwa początkowo oznaczała wspólną wielką sypialnię zakonników w klasztorze (również na zamkach krzyżackich). Była położona nad kapitularzem. Ze znajdującej się na piętrze sypialni prowadziły schody na parter, tuż przy wejściu do kościoła. Tak więc wprost z niej, zaraz po przebudzeniu, schodzono do kościoła na modlitwy i śpiewy. Łoża były przegradzane między sobą niskimi ściankami drewnianymi. Zwyczaj wspólnego spania mnichów zniósł papież Benedykt XII (I połowa XIV w.). Później dormitoria zastąpiono celami .
W szerszym znaczeniu określenie to bywa używane w odniesieniu do niechrześcijańskich klasztorów, np. buddyjskich.
Określenie stosowane także w stosunku do dużych pomieszczeń sypialnych w bursach, konwiktach, zakładach wychowawczych, hostelach itp.